# Megachile cingulata
Megachile cingulata är en biart som beskrevs av Heinrich Friese 1903. Megachile cingulata ingår i släktet tapetserarbin, och familjen buksamlarbin. Inga underarter finns listade i Catalogue of Life.